# Folkungabygdens kontrakt
Folkungabygdens kontrakt var ett kontrakt i Linköpings stift inom Svenska kyrkan. Kontraktet upplöstes 1 januari 2017 då ingående församlingar överfördes till Vätterbygdens kontrakt. 
Kontraktskoden var 0204.

## Administrativ historik
Kontraktet bildades 1997 ur
Vifolka och Valkebo kontrakt med
- Mjölby församling
- Högby församling som 2006 uppgick i Mjölby församling
- Veta församling
- Viby församling
- Herrberga församling som 2010 uppgick i Veta församling
- Västra Hargs församling
- Östra Tollstads församling
- Sya församling som 2010 uppgick i Veta församling
- Herrberga församling som 2010 uppgick i Veta församling

Göstrings och Lysings kontrakt med
- Skänninge (stads)församling som 2006 uppgick i Skänninge-Allhelgona församling som 2010 uppgick i en återbildad och utökad Skänninge församling
- Allhelgona församling som 2006 uppgick i Skänninge-Allhelgona församling som 2010 uppgick i en återbildad Skänninge församling
- Bjälbo församling som 2010 uppgick i en återbildad Skänninge församling
- Ekeby församling som 2010 uppgick i Boxholms församling
- Rinna församling som 2010 uppgick i Boxholms församling
- Blåviks församling som 2010 uppgick i Boxholms församling
- Åsbo församling som 2010 uppgick i Boxholms församling
- Hogstads församling som 2006 uppgick i Väderstads församling
- Väderstads församling
- Hovs församling som vid upplösningen överfördes till Motala och Bergslags kontrakt
- Appuna församling som 2006 uppgick i Väderstads församling
- Malexanders församling som 2010 uppgick i Boxholms församling
- Stora Åby församling som 2006 uppgick i Ödeshögs församling
- Ödeshögs församling
- Röks församling som 2006 uppgick i Ödeshögs församling
- Heda församling som 2006 uppgick i Ödeshögs församling
- Västra Tollstads församling som 2006 uppgick i Ödeshögs församling
- Trehörna församling som 2006 uppgick i Ödeshögs församling
- Svanshals församling som 2006 uppgick i Ödeshögs församling
- Kumla församling som 2006 uppgick i Väderstads församling
- Järstads församling som 2010 uppgick i en återbildad Skänninge församling
- Normlösa församling som 2010 uppgick i en återbildad Skänninge församling
- Skeppsås församling som 2010 uppgick i en återbildad Skänninge församling
- Vallerstads församling som 2010 uppgick i en återbildad Skänninge församling

Från 2014 ingår alla församlingar i kontraktet i ett pastorat, Folkungabygdens pastorat